# Gerhild Binder
Gerhild Binder (geb. als Gerhild Bauer) ist eine ehemalige deutsche Kunstradfahrerin und Fußballspielerin.

## Karriere
Binder, die vor dem Fußball Kunstradfahren ausübte, von 1963 bis 1966 Deutsche Meisterin und 1963, 1964 und 1966 Weltmeisterin in dieser Sportart war, gehörte dem TuS Wörrstadt als Stürmerin an, mit dem sie am 8. September 1974 im Mainzer Bruchwegstadion das erste Finale um die Deutsche Meisterschaft bestritt. Die vom Bonner Schiedsrichter Walter Eschweiler geleitete Begegnung mit der DJK Eintracht Erle wurde mit 4:0 gewonnen. 

## Erfolge
- Deutscher Meister 1974